# تبدیل باکس-مولر

تجسم تبدیل باکس-مولر - نقاط رنگی در مربع واحد (u1، u2) که به صورت حلقه‌هایی ترسیم شده‌اند، به یک گاوسی دوبعدی (z0، z1) ترسیم می‌شوند که به صورت ضربدرهایی ترسیم می‌شوند. طرح‌های موجود در حاشیه توابع توزیع احتمال z0 و z1 هستند. توجه داشته باشید که z0 و z1 محدود نیستند. به نظر می‌رسد آن‌ها به‌دلیل انتخاب نقاط مصور در [-۲٫۵٫۲٫۵] قرار دارند. در [//upload.wikimedia.org/wikipedia/commons/1/1f/Box-Muller_transform_visualisation.svg پرونده SVG]، برای برجسته کردن آن روی یک نقطه شناور، روی یک نقطه مربوطه.

تبدیل باکس-مولر، توسط جورج ادوارد پلهام باکس و  مروین ادگار مولر، یک روش نمونه‌گیری عدد تصادفی برای تولید جفت اعداد تصادفی مستقل، استاندارد، توزیع نرمال (چشم‌داشتی صفر، واریانس واحد) است، با استفاده از یک منبع اعداد تصادفی با توزیع یکنواخت. در حقیقت این روش برای اولین بار صریحاً توسط ریموند ایی. ای.سی. پالی و نوربرت وینر در سال ۱۹۳۴ ذکر شد.
تبدیل باکس-مولر معمولاً به دو شکل بیان می‌شود. شکل اصلی همان‌طور که توسط باکس و مولر آورده شده‌است دو نمونه از توزیع یکنواخت را در بازه [۰٬۱] دریافت می‌کند و آن‌ها را به دو نمونه استاندارد و توزیع نرمال نگاشت می‌دهد. فرم قطبی دو نمونه را از بازه متفاوت [−۱, +۱] می‌گیرد، و آنها را به دو نمونه توزیع نرمال بدون استفاده از توابع سینوسی یا کسینوسی نگاشت می‌دهد.
تبدیل باکس-مولر به عنوان یک جایگزین محاسباتی کارآمدتر برای روش نمونه‌گیری تبدیل معکوس توسعه یافت. الگوریتم زیگورات روشی کارآمدتر برای پردازنده‌های اسکالر (به عنوان مثال سی‌پی‌یوهای قدیمی) ارائه می‌دهد، درحالی که تبدیل باکس-مولر برای پردازنده‌های دارای واحد برداری برتر است (به عنوان مثال GPU یا CPUهای مدرن). علاوه بر این، تبدیل باکس-مولر را می‌توان برای ترسیم از چگالی‌های گاوسی دومتغیره مختصرشده استفاده کرد.

## شکل اساسی
فرض کنید U 1 و U 2 نمونه مستقلی هستند که از توزیع یکنواخت در بازه واحد (۰٬۱) انتخاب می‌شوند، پس
{\displaystyle Z_{0}=R\cos(\Theta )={\sqrt {-2\ln U_{1}}}\cos(2\pi U_{2})\,}
و
{\displaystyle Z_{1}=R\sin(\Theta )={\sqrt {-2\ln U_{1}}}\sin(2\pi U_{2}).\,}
سپس Z 0 و Z 1 متغیرهای تصادفی مستقل با توزیع نرمال استاندارد هستند.